# Michel Boutin (historien des jeux)
Pour les articles homonymes, voir Michel Boutin et Boutin.
Michel Boutin est un enseignant français spécialiste des jeux (éducatives, mathématiques, historiques, structure, etc.) et plus particulièrement des jeux de pions.

## Biographie
Michel Boutin crée le jeu L'Enclos publié pour la première fois en 1986. En 1999, son ouvrage Le livre des jeux de pions (ed. Bornemann) offre une classification des jeux de pions calquée sur la théorie des jeux de John von Neumann,.
Michel Boutin est membre du groupe de recherches "Jeux et pratiques ludiques" des CEMEA,, dirigé par Pierre Parlebas, et de The Association of Games & Puzzle Collectors (AGPC).

## Publications

### Livres et recueils de jeux
- 12 jeux et leur support avec 12 tabliers, 12 fiches de règles, 110 pions et 1 livret proposant plus de 40 jeux, Ceméa, Paris, 1986
- Le Livre des jeux de pions, Bornemann, collection "L’Univers du Jeu", Paris, 1999, 168 pages,  (ISBN 2-85182-597-6)
- Jeux de pions pour aujourd'hui, Ceméa, Paris, 2001[5]
- Jeux de pions féeriques - Présentation commentée de 6 jeux, Ceméa, Paris, 2005, 2009
- Jeux sportifs, jeux de société et classifications, Pierre Parlebas et Michel Boutin, Editions L'Harmattan, Paris, 2022  (ISBN 2343249016)

### Publications collectives
- Fichier de jeux sportifs, 24 jeux sans frontières, Ceméa, Paris 1994.
- Petit Larousse des jeux. Les règles de 500 jeux, Larousse, Paris 1999.
- Jeux sportifs, 24 jeux sans frontières, Ceméa, Paris 1999
- Jeux de pleine nature, 24 jeux sans frontières, Ceméa, Paris 2002.
- Jeux d'intérieur, Ceméa, 2005.
- Le XXe siècle autour d'un plateau de jeu, (catalogue d'exposition), La Ludothèque de Boulogne-Billancourt, Paris 2005.
- Jeux du monde d’ici et d’ailleurs, Ceméa, Paris 2010.
- Jeux d’autrefois, jeux d’avenir, Ceméa, Paris 2015.

### Contribution dans des ouvrages
- Una definizione dei giochi di tavoliere, in Giochi di tavoliere, il capitello, Turin, 1993
- Giochi su esagoni e pavimentazioni complesse, in Giochi di tavoliere, il capitello, Turin, 1993
- Mathématiques (Jeux et récréations), in L'univers des loisirs, Letouzey & Ané, Paris 1990
- Les jeux de pions à la Belle Époque, in Jeux de l'humanité, Slatkine, Genève 2007
- Brettspiele der  Belle Epoque, in Spiele der  Menschheit, WBG, Genève 2007
- Histoire d'un jeu particulier (Stratego). Les jeux de pions et l'éducation. Les apports de la classification formelle des jeux, in Juegos, Deportes e Investigacioón Folclórica p. 149-165, Eusko Ikaskuntza, Bayonne 2009[6]
- Prefazione : Giocare de Tavolieri. Itinerari ludici nelle culture, (Antonio Di Pietro & Luciano Franceschi), Kaleidos, Faenza, 2009
- Les jeux de pions en France dans les années 1900 et leurs liens avec les jeux étrangers. L'invention d'un jeu singulier : l'Attaque, XIIIe colloque "Board Game Studies, Paris, 14-17 avril 2010, Page 38. Traduit en anglais par Cécile Bert (page 39).
- Les jeux de pions abstraits en France dans les années 1890-1920 et leurs liens avec les jeux étrangers, in Communications du XIIIe colloque Board Game Studies, Paris les 14-17 avril 2010, pages 139-175.
- Rithmomachie, Ouranomachie et Metromachie (en collaboration avec Pierre Parlebas), in Art et savoir de L’Inde. « jeux indiens et originaires d’inde » Actes du colloque, Bruxelles décembre 2013. Communication présentée dans la rubrique « Autres jeux à pièces hiérarchisées », pages 169-231. Édité par : Les Éditions HEB, Haute École de Bruxelles, Chaussée de Waterloo 749, B-1180 Bruxelles, 2015.  (ISBN 978-2-9601719-1-4).
- L'Attaque, un jeu français issu du Gunjin shogi. in Art et savoir de L’Inde. « jeux indiens et originaires d’inde » Actes du colloque, Bruxelles décembre 2013. Communication présentée dans la rubrique « Autres jeux à pièces hiérarchisées », pages 233-268. Édité par : Les Éditions HEB, Haute École de Bruxelles, Chaussée de Waterloo 749, B-1180 Bruxelles, 2015.  (ISBN 978-2-9601719-1-4).

### Articles dans des périodiques
Michel Boutin est l'auteur de nombreux articles publiés dans des revues spécialisés en jeux (Abstract Games, Board Game Studies, Démineur & Compagnie, Jeux et Stratégie, Jouer jeux mathématiques, Ludi-Math, Mikado, Plato, Spielbox, Tangente, Tangente-Jeux, Tangente-Jeux & Stratégie), encyclopédique (Le Vieux Papier) ou éducatives (Les Cahiers de l'animation, Vers l'Éducation Nouvelle).

## Ludographie
- L'Enclos (variation de "Trap". Voir Tangente no 73), 1986, in 12 jeux et leur support, Ceméa
- La Bataille astrale, 1990